# Hewlett-Packard Journal
Hewlett-Packard Journal var et tidsskrift udgivet af Hewlett-Packard (HP) mellem 1949-1998. Det formidlede tekniske og produkt nyheder fra HP. Tidsskriftet er tilgængeligt som web-sider – eller som indskannet og tilgængeligt på HPs hjemmeside som PDF-download.
Bl.a. er offentligt kendte Hewlett-Packard lommeregnere blevet omtalt i Hewlett-Packard Journal. F.eks. HP-48G/GX,
HP-12C,
HP-75C.